# Celaenia calotoides
Celaenia calotoides là một loài nhện trong họ Araneidae.
Loài này thuộc chi Celaenia. Celaenia calotoides được William Joseph Rainbow miêu tả năm 1908.